# Вейдиг, Фридрих Людвиг
Фридрих Людвиг Вейдиг (нем. Friedrich Ludwig Weidig; 15 февраля 1791, Ланггёнс, Гессен — 23 февраля 1837, Дармштадт) — немецкий протестантский богослов, пастор, педагог, журналист, мелкобуржуазный революционер. Один из лидеров и зачинателей революции 1848—1849 годов в Германии; дядя Вильгельма Либкнехта.

## Биография
Сын лесника. Изучал теологию в Гисенском университете.
После рукоположения, служил лютеранским пастором в Гессене. Ректор Латинской школы в Буцбахе. Был близок к студенческому оппозиционному движению. Был близок к либерал-демократам, которые стремились к созданию объединенной Германии как демократического национального государства.
Участник политических движений в 1830-х годах и мятежа во Франкфурте-на-Майне в 1833 году.
Подвергался многочисленным преследованиям властей и арестам.
В 1834 вместе с Георгом Бюхнером участвовал в создании тайного «Общества прав человека» и в выпуске прокламаций к гессенским крестьянам (т. н. «Гессенский сельский вестник»), призывавших крестьян к революционному выступлению против князей. При редактировании воззвания придал ему более умеренный тон. В своих взглядах был непоследователен. Наряду с антимонархическими высказываниями выдвигал идею народной империи. Исповедовал теологию освобождения.
Переведенный, по собственному желанию, в Оберглеен в Верхнем Гессене, он в апреле 1835 г. был снова арестован по обвинению в составлении и распространении революционных листков и в содействии франкфуртскому мятежу.
После ареста был подвергнут пыткам. В тюрьме 23 февраля 1837 г. покончил жизнь самоубийством, перерезав осколками стекла жилы на руках и ногах. Оказалось, что следователь Георги был личным врагом Ф. Вейдига и что причиной смерти последнего было дурное обращение с ним, доходившее, до телесных истязаний.
Кроме многих мелких статей, написал несколько стихотворений, изданных после его смерти («Gedichte herausgegeben von einigen Freunden» (Маннг., 1847).